# Lady Blunt

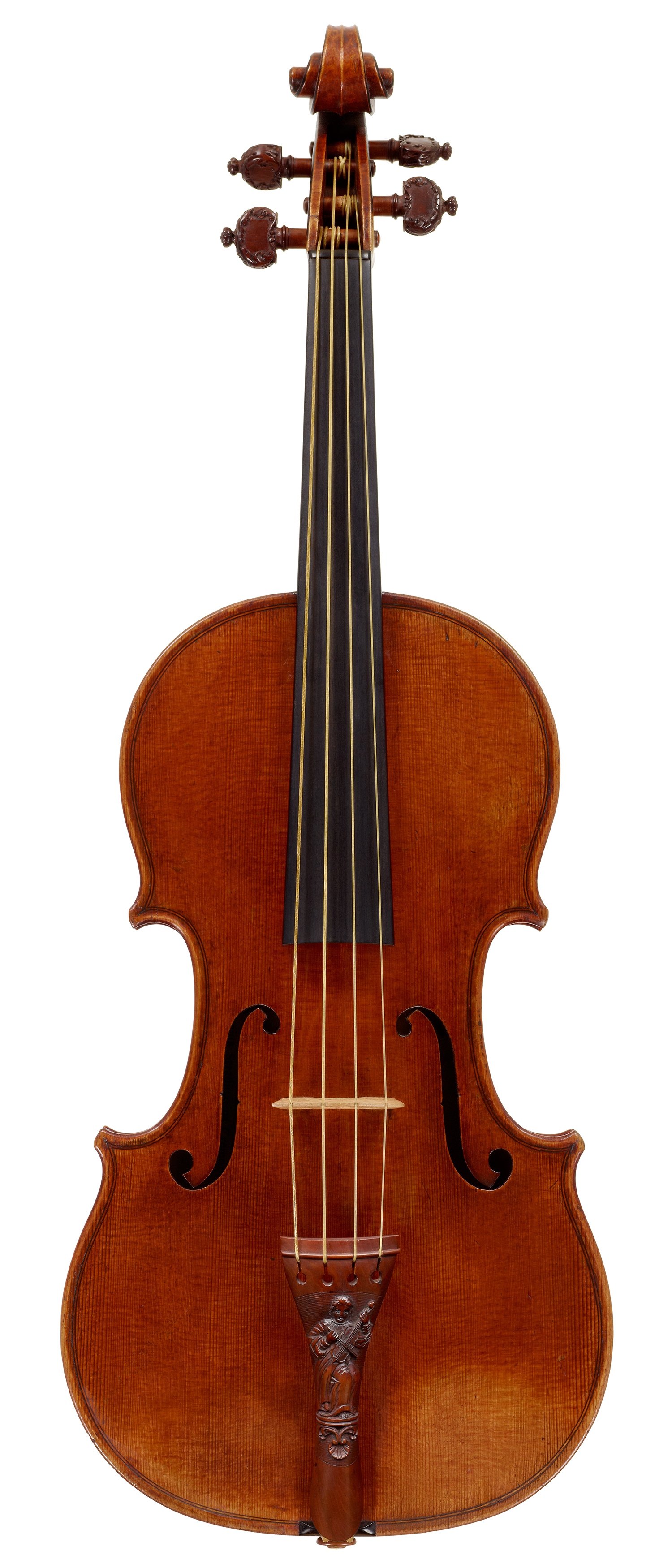
Die Lady Blunt

Die Lady Blunt ist eine Violine, die 1721 vom italienischen Geigenbaumeister Antonio Stradivari in Cremona hergestellt wurde. Sie ist nach der ersten bekannten Besitzerin benannt, Anne Blunt, Tochter von Ada Lovelace und Enkelin von Lord Byron. Um 1895 erwarb sie der Bremer Kaufmann Johann Knoop.
Die Lady Blunt ist wie die Messiah aus dem Jahr 1716 in einem Zustand, der fast dem Originalzustand entspricht. Dies ist dadurch zu erklären, dass sie meist in Besitz von Sammlern war und wenig benutzt wurde. Einer ihrer Besitzer war der französische Geigenbauer Jean-Baptiste Vuillaume.
Die Violine wurde 1971 in einer Auktion von Sotheby’s für einen damaligen Rekordwert von 84.000 £ (ca. 200.000 US-Dollar) versteigert.
Im Jahr 2008 wurde die Lady Blunt der Nippon Music Foundation in einer privaten Transaktion für über 10 Millionen US-Dollar verkauft.
Am 20. Juni 2011 wurde sie von Tarisio Auctions in einer Online-Auktion für 9,8 Millionen £ versteigert (ca. 15,9 Millionen US-Dollar). Der Preisrekord bei einer Versteigerung – zuvor 3,6 Millionen US-Dollar für die Stradivari „Molitor“ im Jahr 2010 – wurde damit mehr als vervierfacht. Der Erlös aus dieser Auktion ging an die Stiftung der Nippon Music Foundation für den Wiederaufbau nach dem Tōhoku-Erdbeben 2011. Bei dem Verkauf wurde die Lady Blunt beschrieben als „die vielleicht am besten erhaltene Stradivari, die in den letzten hundert Jahren zum Verkauf angeboten wurde“.